# Jacob van Hulsdonck

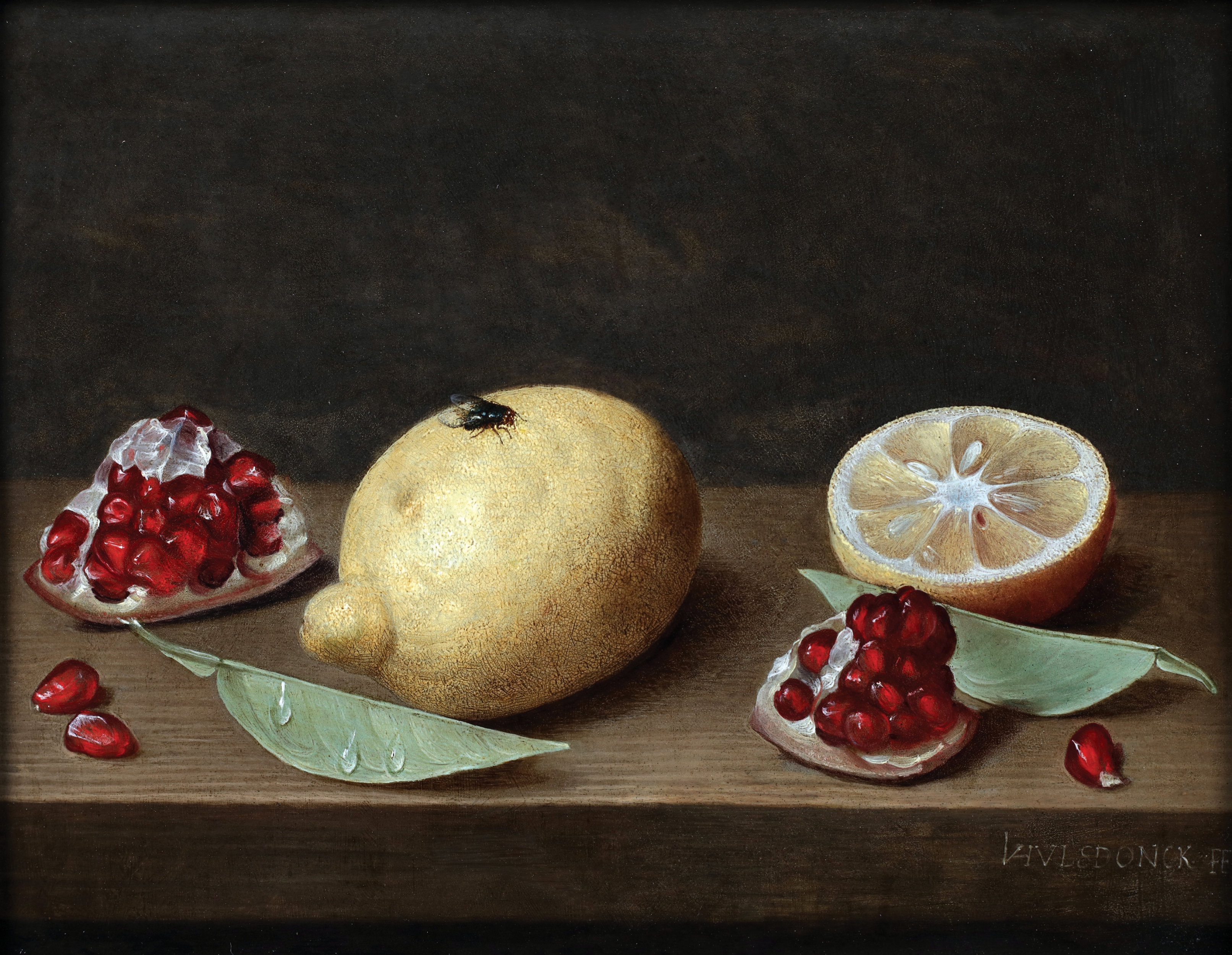
Stillleben mit Zitrone, zerteilten Zitrone und Granatapflestücken auf einem Tisch

Jacob van Hulsdonck (* 1582 in Antwerpen; † 1647 ebenda) war ein flämischer Stilllebenmaler. Er spielte eine Rolle bei der frühen Entwicklung des Genres der Blumenstücke, Fruchtstücke und Banketjes (Imbissbilder).

## Biografie

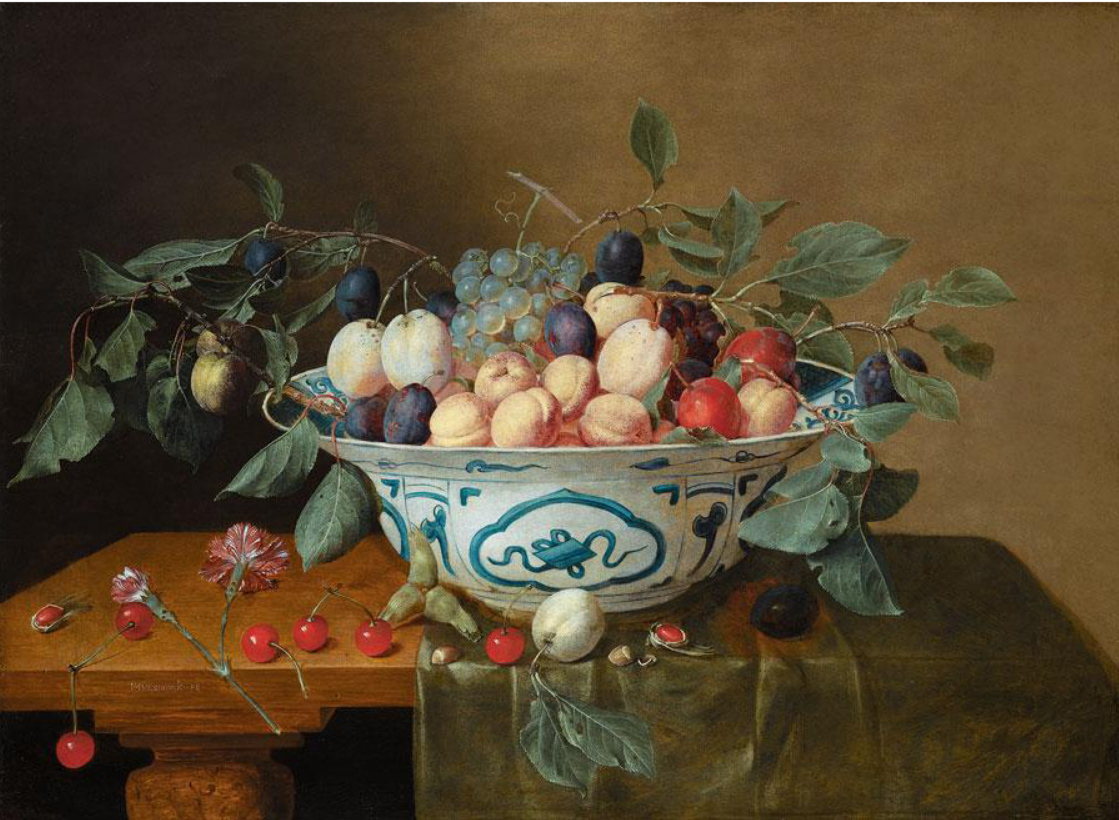
Obst in einer Wan Li-Schale, mit Kirschen, Haselnüssen, Nelken und Pflaumen auf einer Holzunterlage

Jacob van Hulsdonck wurde 1582 in Antwerpen geboren. Nachdem seine Eltern nach Middelburg gezogen waren, verbrachte er dort seine Jugend und Lehrzeit. Sein Lehrmeister ist unbekannt, wobei Willigen und Meijer eine Lehrzeit im Bosschaert-Atelier ausschließen. 1608 wurde er als Meister in der Lukasgilde in Antwerpen aufgenommen. Im Jahr darauf, 1609, heiratete er in Middelburg Maria la Hoes. Zusammen mit ihr hatte er 7 Kinder, darunter Gillis, der wie sein Vater Maler wurde.
Jacob van Hulsdonck hatte verschiedene Lehrlinge u. a. in den Jahren 1613, 1617/18 und 1622/23, darunter sein Sohn Gillis, Jacques de Moor, Hans van Pelt und Thomas Vermeulen. Maria la Hoes verstarb im Jahr 1629, woraufhin Jacob van Hulsdonck die Schifferswitwe Josina Peeters ehelichte. Diese schenkte ihm einen weiteren Sohn.
Jacob van Hulsdonck verstarb im Jahr 1647 bei oder in Antwerpen.

## Œuvre

### Allgemein

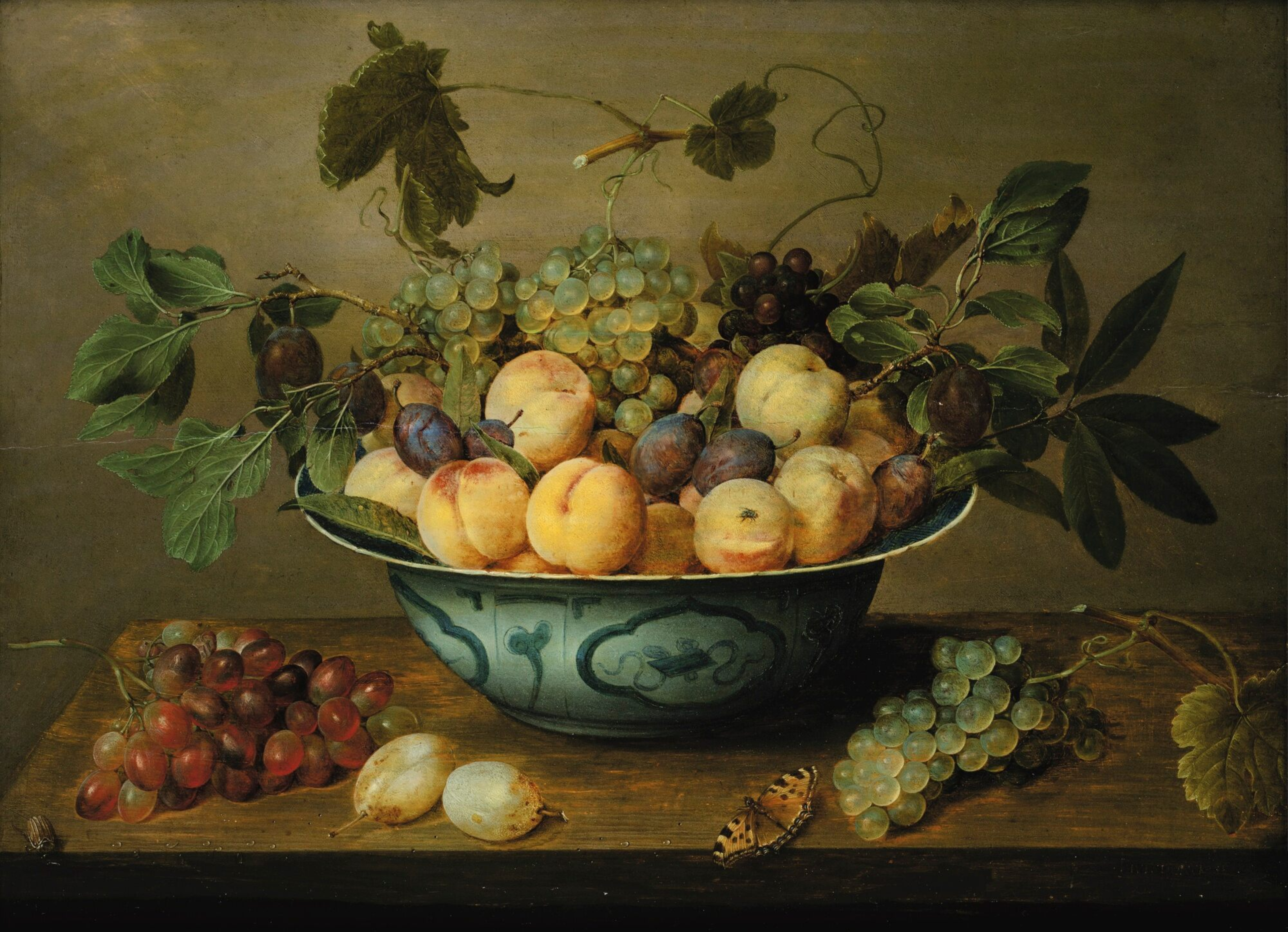
Obst in einer Wan Li-Sschale auf einem Holztisch mit einem Schmetterling und einem Skarabäuskäfer

Jacob van Hulsdonck gehört wie u. a. Jan Brueghel d. Ä., Osias Beert und Clara Peeters zu der Gruppe früher flämischer Stilllebenmaler. Wie auch bei anderen Stilllebenmalern des frühen 17. Jahrhunderts war auch Jacob van Hulsdonck noch nicht auf ein Sujet im Sinne einer bestimmten Art Stillleben spezialisiert. So sind von ihm sowohl Blumenstücke und Fruchtstücke als auch Banketjes (Imbissbilder) vorhanden.
Fast 100 Werke von van Hulsdonk sind erhalten geblieben. Mehr als die Hälfte der bekannten Gemälde sind mit seiner charakteristischen vollen Signatur in Großbuchstaben IVHULSDONCK·FE signiert, wobei das I mit dem schräg gestellten linken Schenkel des H verbunden ist, um das V zu bilden, und sich gewöhnlich links oder rechts am Rand der Tafel befindet. Einige Beispiele sind nur mit einem Monogramm J.v.H. signiert, das man jedoch nicht mit denen des Jan van den Hoecke verwechseln darf. Bisher ist nur ein datiertes Gemälde bekannt, das Imbissbild (gemalt 1614, Bowes Museum, Barnard Castle), ein Beispiel für seinen frühesten Stillleben-Typus. Das macht es schwierig, eine Chronologie für diese Werke zu erstellen. Paneelmachermarken sind bei der Datierung seiner Arbeiten wenig hilfreich, da er Paneele bevorzugte, die auf der Rückseite mit Gesso präpariert waren, was das Holz stabiler und weniger anfällig für Verwerfungen macht.
Typisch für Hulsdonck als ein Vertreter der frühen Stilllebenmalerei ist die Verwendung von Holzpaneelen und Kupferplatten als Träger für seine Gemälde.

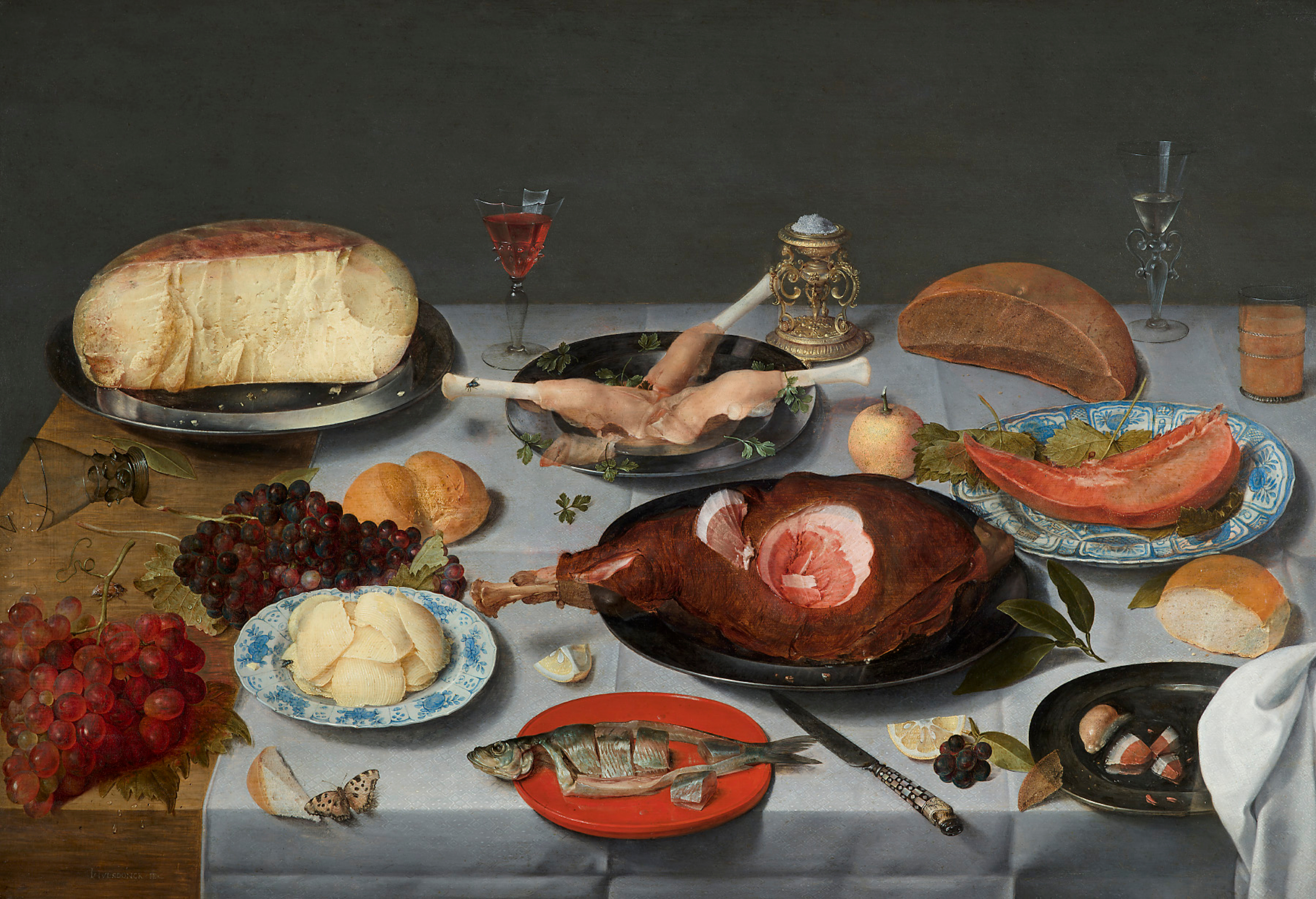
Gedeckter Tisch mit Käse, Hering, Schinken, Brot und Butter

### Mahlzeitstillleben
Seine Mahlzeitstillleben zeigen die für die Zeit typische, Überschneidungen vermeidende, von einem hohen Blickpunkt aus betrachtete Zusammenstellung zahlreicher Objekte auf einem Tisch. Bei seinen Fruchtstücken malte Hulsdonck nahezu ausschließlich Pflaumen, Weintrauben, Pfirsiche, Orangen und Zitronen serviert in chinesischen Tellern und Schalen oder in einem Korb. Da die Grenzen zwischen den verschiedenen Arten von Stillleben zu dieser frühen Zeit noch nicht gänzlich abgesteckt waren, kombinierte er seine Früchtekörbe und -teller gelegentlich mit einem kleinen Blumenstrauß.
Es wird angenommen, dass seine frühesten Stillleben diejenigen sind, bei denen die Tischkante nahe am unteren Bildrand liegt und der Tisch von einem eher erhöhten Standpunkt aus dargestellt ist. In diesen frühen Werken ist der Tisch teilweise mit einem weißen Tuch bedeckt. In seinen späteren Werken gab er etwas von der Starrheit dieser frühen Werke auf, indem er den Blickwinkel senkte, etwas Platz unter dem Tisch ließ und eine Seite des Tisches in die Komposition einbezog.

### Blumenstücke

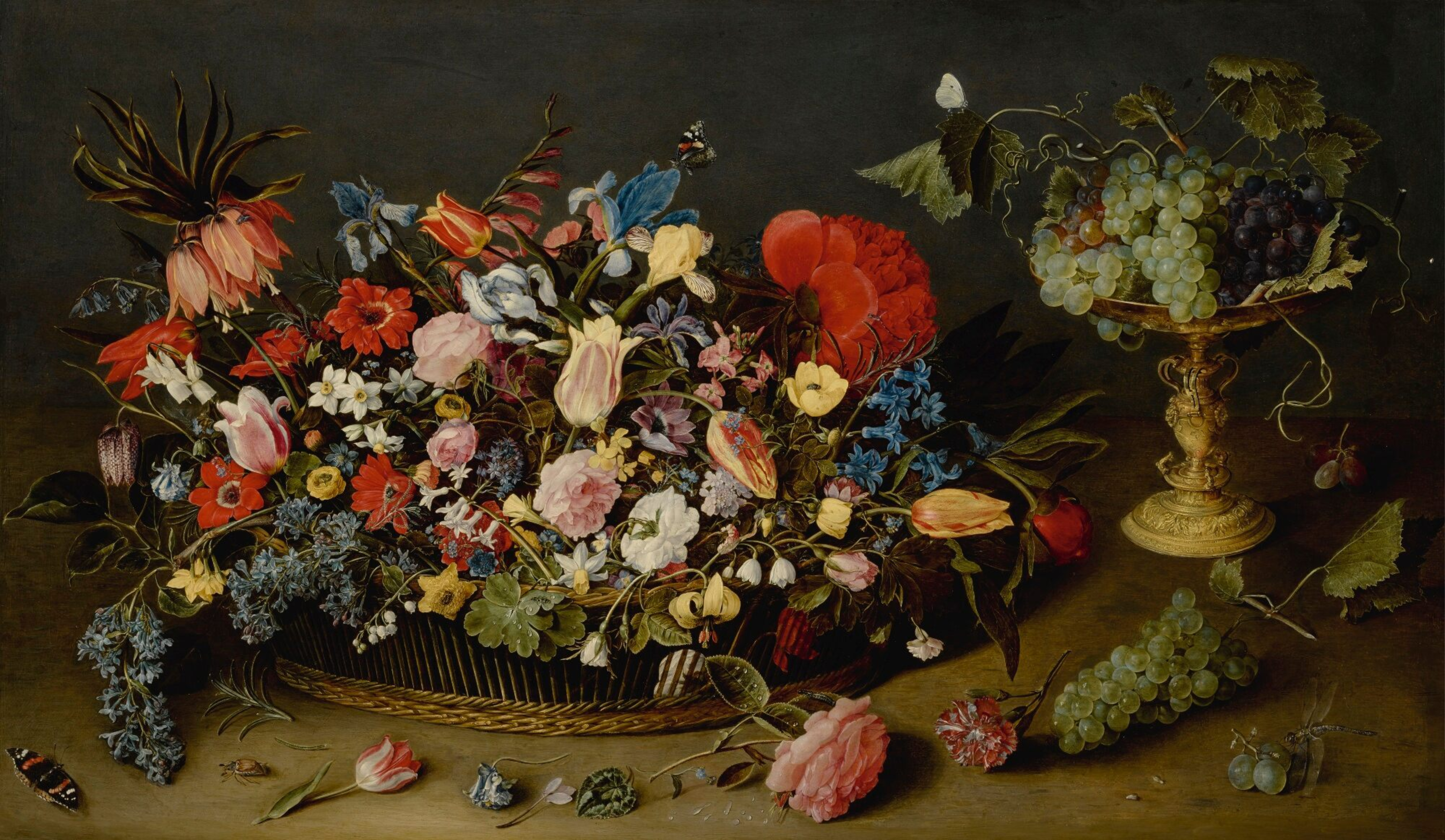
Blumenkorb und eine Tazza mit Trauben, auf einer Tischplatte

Van Hulsdonck malte auch reine Blumenstillleben, obwohl sie einen viel kleineren Teil seines Œuvres ausmachen. Nur wenige von ihnen sind signiert und wurden daher manchmal anderen Künstlern zugeschrieben. Zum Beispiel wurde das Werk Stillleben mit Tulpen, Nelken, einer Rose und anderen Blumen in einem Glasbecher, der auf einem Holzsims ruht (verkauft bei Sotheby’s am 3. Juli 2013 in London, Los 23), früher Jan van Kessel dem Älteren zugeschrieben. Seine Blumenstücke können als Vorläufer des Werks von van Kessel und auch von Daniel Seghers angesehen werden.  Neben den drei bekannten reinen Stillleben malte van Hulsdonck auch neun bekannte Obst- und Blumenkompositionen, bei denen er neben seinen traditionelleren Körben oder Schalen mit Obst auch kleine Vasen mit Blumen auf einem Sims aufstellte.

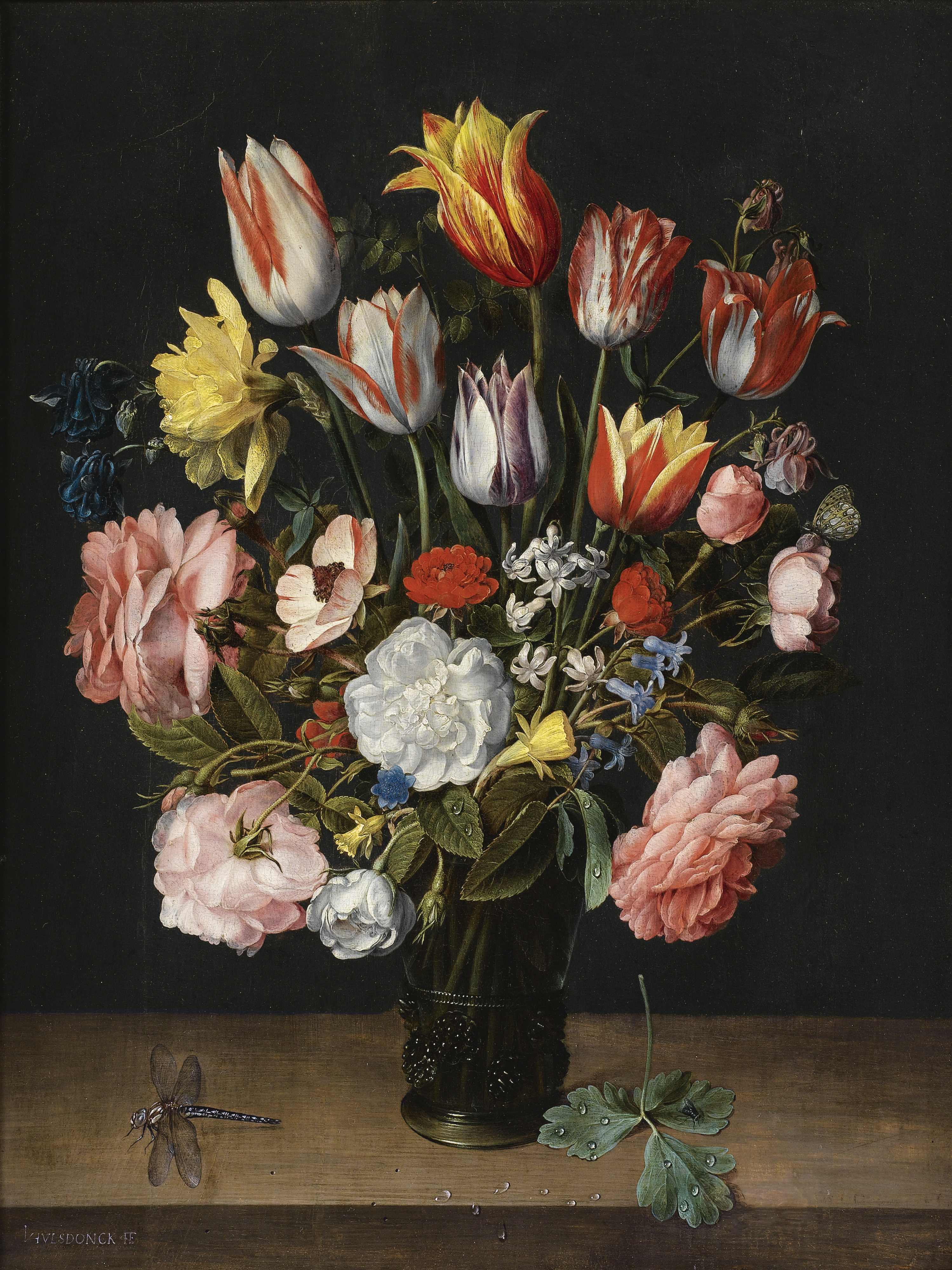
Blumen in einem Glasröhrchen auf einem Holzsims mit einer Libelle

Einige wenige seiner Blumenstücke zeigen nur eine einzige Blumensorte, wie z. B. Nelken, aber meistens malte er eine Mischung aus einer begrenzten Anzahl von Blüten, in denen Tulpen dominieren. Die Blumen stehen typischerweise vor einem dunklen Hintergrund und sind in einfachen Klarglasbechern gehalten, die nur im unteren Bereich mit Stacheln versehen sind, damit man die Stiele der einzelnen Blumen bis zum Boden verfolgen kann. Seine Blumenstücke zeigen eine schlichte formale Eleganz und Klarheit und sind im Vergleich zu Brueghel auch in der technischen Ausführung einfacher. Dies mag möglicherweise auf den prägenden Einfluss Bosschaerts zurückzuführen sein.

### Einflüsse
Jacob van Hulsdoncks Gemälde lassen den Einfluss bzw. die Kenntnis weiterer gleichzeitig tätiger Stilllebenmaler erkennen. Vroom sah deutliche Parallelen zu den Werken von Jan Soreau, wohingegen Bergström besonders die Nähe zu Balthasar van der Ast betont. Sybille Ebert-Schiffer verweist noch überzeugend auf Gemeinsamkeiten mit zeitgleichen Stillleben von dem in Antwerpen tätigen Frans Snyders.

## Werke
Eine Auswahl der Werke von Jacob van Hulsdonck.
| Titel | Datierung                         | Maße            | Technik                      | Ort                                       | Bemerkungen                                                                                  | Quellen                       |
| --- | --------------------------------- | --------------- | ---------------------------- | ----------------------------------------- | -------------------------------------------------------------------------------------------- | ----------------------------- |
| Stillleben mit Früchten und Blumen | 1597–1647                         | 49 × 65 cm      | Öl auf Paneel aus Eichenholz | Kunsthandel David Koetser, Zürich         | –                                                                                            | RKD                           |
| Blumenstillleben | 1597–1647                         | 41 × 32 cm      | Öl auf Kupferplatte          | Kunsthandel David Koetser, Zürich         | vorher Jan Brueghel d. Ä. zugeschrieben                                                      | RKD                           |
| Korb mit Trauben, Pflaumen und Pfirsichen auf einem Holztisch                                                                               | 1597–1647                         | 55,6 × 72,4 cm  | Öl auf Paneel                | Privatbesitz                              | signiert links unten: .JVHULSDONCK. FE.                                                      | Sotheby’s & RKD               |
| Stillleben mit Früchten in einer Wan-Li-Schale auf einem Holztisch                                                                          | 1597–1647                         | 31,8 × 41,3 cm  | Öl auf Paneel                | Privatbesitz                              | signiert links unten: IVHULSDONCK.FE                                                         | Christie’s & RKD              |
| Stillleben mit Zitrone, zerteilten Zitrone und Granatapflestücken auf einem Tisch                                                           | 1597–1647                         | 17,8 × 23,5 cm  | Öl auf Kupferplatte          | Privatbesitz                              | signiert rechts unten: IVHVLSDONCK.FE                                                        | RKD                           |
| Stillleben mit einer Schale aus chinesischem Porzellan gefüllt mit Früchten auf einem teils mit einer dunklen Tischdecke eingedeckten Tisch | 1597–1647                         | 27,7 × 35,3 cm  | Öl auf Paneel                | Privatbesitz                              | monogrammiert links unten: IVH                                                               | RKD                           |
| Früchte in einem Korb, mit zwei Nelken, auf einem hölzernen Servierbrett                                                                    | 1597–1647                         | 61 × 92 cm      | Öl auf Paneel                | Privatbesitz                              | –                                                                                            | RKD                           |
| Früchtestillleben mit Austern, Uhr und Zinnkanne                                                                                            | 1597–1647                         | 53 × 43,5 cm    | Öl auf Leinwand              | Privatbesitz                              | signiert links unten: HULSDONCK                                                              | RKD                           |
| Früchtekorb | 1597–1647                         | 87,3 × 59,5 cm  | Öl auf Paneel                | Bowes Museum, Barnard Castle              | signiert links unten                                                                         | Bowes Museum                  |
| Früchtekorb | 1597–1647                         | 49,8 × 64,8 cm  | Öl auf Paneel                | Metropolitan Museum of Art, New York City | signiert links unten: IVHVLSDON[C]K.FE                                                       | MET                           |
| Mahlzeitstillleben mit Schinken, Schweinepfoten, Erdbeeren u. a.                                                                            | 1597–1647                         | 60 × 90 cm      | –                            | Privatbesitz                              | signiert links unten: IVHVLSDONCK. FE                                                        | Kunsthandel Gros & Delettrez  |
| Tulpen in einer Tonvase | ca. 1610                          | 55 × 41 cm      | Öl auf Paneel                | Museum Bredius, Den Haag                  | vorher Jakob de Gheyn II. zugeschrieben                                                      | Museum Bredius & RKD          |
| Stillleben mit Fleisch und Fisch | ca. 1610–1615 (altern. 1608–1617) | 56 × 85 cm      | Öl auf Paneel                | Kunsthandel Concha Barrios, Madrid        | signiert rechts unten: iVHVLSDONCK.FE                                                        | RKD                           |
| Imbissbild (Breakfast-piece) | 1614                              | 51,5 × 85,5 cm  | Öl auf Paneel                | Bowes Museum, Barnard Castle              | –                                                                                            | Bowes Museum                  |
| Stillleben mit Hering, Früchten, Butter und Brot                                                                                            | ca. 1615                          | 48,5 × 64,5 cm  | Öl auf Paneel                | Rijksmuseum Twenthe, Enschede             | signiert links unten: IVHVLSDONCK . FE.                                                      | Rijksmuseum Twenthe & RKD     |
| Gedeckter Tisch mit Käse, Hering, Schinken, Brot und Butter                                                                                 | ca. 1615 (altern. 1610–1620)      | 72,5 × 103,5 cm | Öl auf Paneel                | Cleveland Museum of Art                   | rechts unten monogrammiert: IVH und signiert unten links: VAN.HVLSDONCK.FE.                  | Cleveland Museum of Art & RKD |
| Gedeckter Tisch mit Käse, Hering, Schinken, Brot und Butter                                                                                 | ca. 1615 (altern. 1610–1620)      | 72,5 × 103,5 cm | Öl auf Paneel                | Kunsthandel Robert Noortman, Maastricht   | signiert rechts unten: IVH                                                                   | RKD                           |
| Studie einer Weintraube und Orange | 1615–1647                         | 17,6 × 23,4 cm  | Öl auf Kupferplatte          | Privatbesitz                              | links unten: Reste der Signatur IVHV..DONCK fe                                               | Christie’s & RKD              |
| Stillleben mit Zitronen, Orangen und einem Granatapfel                                                                                      | ca. 1620 (altern. 1620–1640)      | 40,6 × 48,3 cm  | Öl auf Paneel                | J. Paul Getty Museum, Los Angeles         | signiert links unten: IVHVLSDONCK                                                            | J. Paul Getty Museum          |
| Früchtekorb | 1620er                            | 52 × 76 cm      | Öl auf Paneel                | Privatbesitz                              | signiert links unten: IVHVLSDONCK.FE.                                                        | Sotheby’s & RKD               |
| Früchtestillleben mit Weintraube und Zitrone                                                                                                | 1625–1647                         | 26,7 × 38,1 cm  | Öl auf Paneel                | Privatbesitz                              | signiert links unten: IVHVLSDONCK.FE                                                         | RKD                           |
| Ein Korb mit Pflaumen, Kirschen, Blumen und einem Apfel                                                                                     | 1625–1647                         | 41 × 64 cm      | Öl auf Paneel                | Privatbesitz                              | links unten: Reste der Signatur & Rückseite: Zeichen des Herstellers des Paneels (Antwerpen) | RKD                           |
| Erdbeeren und eine Nelke in einer brüchigen Porzellanschale, mit Beeren und Kirschen auf dem Tisch                                          | nach ca. 1625 (altern. 1625–1647) | 28,3 × 35,7 cm  | Öl auf Kupferplatte          | Privatbesitz                              | signiert links unten: IVHVLSDONCK.FE                                                         | Sotheby’s & RKD               |
| Früchtestillleben in einem Korb | ca. 1630 (altern. 1620–1640)      | 49,5 × 64 cm    | Öl auf Paneel                | Privatbesitz                              | signiert links unten: JvHVLSDONCK.FE.                                                        | RKD                           |
| Weidenkorb mit Trauben, Pflaumen und Pfirsichen                                                                                             | nach ca. 1630 (altern. 1630–1647) | 41,9 × 55,3 cm  | Öl auf Paneel                | Privatbesitz                              | –                                                                                            | RKD                           |
| Früchtekorb | nach ca. 1630 (altern. 1630–1647) | 49,7 × 64 cm    | Öl auf Paneel                | Privatbesitz                              | signiert links unten: JVHVLSDONCK.FE                                                         | Christie’s & RKD              |
| Stillleben mit Früchten in einer Porzellanschüssel                                                                                          | na ca. 1630 (altern. 1630–1647)   | 49,7 × 64 cm    | Öl auf Paneel                | Privatbesitz                              | signiert links unten: JVHVLSDONCK.FE                                                         | RKD                           |
| Stillleben einer Porzellanschale mit Früchten auf einem teils mit einer dunklen Tischdecke eingedeckten Tisch                               | ca. 1635 (altern. 1625–1645)      | 27,5 × 39 cm    | Öl auf Paneel                | Privatbesitz                              | monogrammiert links unten: IVH                                                               | Sotheby’s & RKD               |
| Pflaumen und Aprikosen in einer Wan-Li-Schale                                                                                               | 1637–1647                         | 34 × 47,6 cm    | Öl auf Paneel                | Privatbesitz                              | signiert rechts unten: IVHVLSDONCK.FE.                                                       | RKD                           |
| Früchtestillleben in einem Korb auf einem Holztisch                                                                                         | ca. 1640 (altern. 1633–1647)      | 48 × 64 cm      | Öl auf Paneel                | Privatbesitz                              | signiert links unten: IV.HVLSDONCK.Fe.                                                       | RKD                           |
| Früchtekorb | nach ca. 1640 (altern. 1640–1657) | 50 × 65 cm      | Öl auf Paneel                | Privatbesitz                              | signiert rechts unten: IVHVLSDONCK.FE                                                        | RKD                           |